# Dan Albas
Pour les articles homonymes, voir Albas.
Dan Albas, né le 1er décembre 1976 à Victoria (Colombie-Britannique), est un pratiquant d'arts martiaux et homme politique canadien, élu à la Chambre des communes du Canada depuis 2011.
Conseiller municipal de Penticton de 2008 à 2011, il représente la circonscription électorale d'Okanagan—Coquihalla en tant que membre du Parti conservateur pour un premier mandat, ensuite dans Central Okanagan—Similkameen—Nicola à partir de 2015 et, depuis 2025, dans Okanagan Lake-Ouest—Kelwona-Sud.

## Résultats électoraux
(octobre 2015).
|       | Candidat        | Parti        | # de voix | % des voix |
|       | Dan Albas       | Conservateur | +28 525,  | 53,58 %    |
|       | John Kidder     | Libéral      | +05 815,  | 10,92 %    |
|       | David Finnis    | NPD          | +12 853,  | 24,14 %    |
|       | Dan Bouchard    | Vert         | +05 005,  | 9,4 %      |
|       | Sean Upshaw     | Indépendant  | +00860,   | 1,62 %     |
|       | Dietrich Wittel | Indépendant  | +00180,   | 0,34 %     |
| Total | Total           | Total        | 53 238    | 100 %      |